# Cristiano III Maurizio di Sassonia-Merseburg
Cristiano III Maurizio di Sassonia-Merseburg (Merseburg, 7 novembre 1680 – Merseburg, 14 novembre 1694) fu duca di Sassonia-Merseburg nel 1694.

## Biografia
Era il primogenito del duca Cristiano II di Sassonia-Merseburg e di Erdmute Dorotea di Sassonia-Zeitz.
Suo padre morì il 20 ottobre 1694 lasciandolo duca di Sassonia-Mersenburg all'età di tredici anni. Venne nominato suo reggente Federico Augusto di Sassonia ma molto influente nel governo del ducato risultò anche sua madre Erdmute.
Cristiano Maurizio rimase duca soltanto per qualche settimana: morì infatti il 14 novembre 1694. A succedergli venne chiamato il fratello minore Maurizio Guglielmo.

## Ascendenza
|                                                            |                                                         |                                                               | Genitori                                          |  |  | Nonni |  |  | Bisnonni                                         |  |  | Trisnonni                                      |  |
|                                                            |                                                         |                                                               |                                                   |  |  |       |  |  | 8. Johann Georg I, principe elettore di Sassonia |  |  | 16. Christian I, principe elettore di Sassonia |  |
|                                                            |                                                         |                                                               |                                                   |  |  |       |  |  | 8. Johann Georg I, principe elettore di Sassonia |  |  | 16. Christian I, principe elettore di Sassonia |  |
|                                                            |                                                         | 17. Sophie von Brandenburg                                    |                                                   |  |  |       |  |  | 8. Johann Georg I, principe elettore di Sassonia |  |  |                                                |  |
| 4. Christian I, duca di Sassonia-Merseburg                 |                                                         |                                                               |                                                   |  |  |       |  |  | 8. Johann Georg I, principe elettore di Sassonia |  |  |                                                |  |
|                                                            |                                                         | 9. Magdalena Sibylle von Preußen                              | 18. Albrecht Friedrich, duca di Prussia           |  |  |       |  |  |                                                  |  |  |                                                |  |
|                                                            |                                                         | 9. Magdalena Sibylle von Preußen                              | 18. Albrecht Friedrich, duca di Prussia           |  |  |       |  |  |                                                  |  |  |                                                |  |
|                                                            |                                                         | 9. Magdalena Sibylle von Preußen                              | 19. Marie Eleonore von Jülich-Kleve-Berg          |  |  |       |  |  |                                                  |  |  |                                                |  |
| 2. Christian II, duca di Sassonia-Merseburg                |                                                         | 9. Magdalena Sibylle von Preußen                              |                                                   |  |  |       |  |  |                                                  |  |  |                                                |  |
|                                                            |                                                         | 10. Philipp, duca di Schleswig-Holstein-Sonderburg-Glücksburg | 20. Johann, duca di Schleswig-Holstein-Sonderburg |  |  |       |  |  |                                                  |  |  |                                                |  |
|                                                            |                                                         | 10. Philipp, duca di Schleswig-Holstein-Sonderburg-Glücksburg | 20. Johann, duca di Schleswig-Holstein-Sonderburg |  |  |       |  |  |                                                  |  |  |                                                |  |
|                                                            |                                                         | 10. Philipp, duca di Schleswig-Holstein-Sonderburg-Glücksburg | 21. Elisabeth von Braunschweig-Grubenhagen        |  |  |       |  |  |                                                  |  |  |                                                |  |
| 5. Christiana von Schleswig-Holstein-Sonderburg-Glücksburg |                                                         | 10. Philipp, duca di Schleswig-Holstein-Sonderburg-Glücksburg |                                                   |  |  |       |  |  |                                                  |  |  |                                                |  |
|                                                            |                                                         | 11. Sophie Hedwig von Sachsen-Lauenburg                       | 22. Franz II, duca di Sassonia-Lauenburg          |  |  |       |  |  |                                                  |  |  |                                                |  |
|                                                            |                                                         | 11. Sophie Hedwig von Sachsen-Lauenburg                       | 22. Franz II, duca di Sassonia-Lauenburg          |  |  |       |  |  |                                                  |  |  |                                                |  |
|                                                            |                                                         | 11. Sophie Hedwig von Sachsen-Lauenburg                       | 23. Maria von Braunschweig-Wolfenbüttel           |  |  |       |  |  |                                                  |  |  |                                                |  |
| 1. Christian III Moritz, duca di Sassonia-Mersenburg       |                                                         | 11. Sophie Hedwig von Sachsen-Lauenburg                       |                                                   |  |  |       |  |  |                                                  |  |  |                                                |  |
|                                                            | 12. Johann Georg I, principe elettore di Sassonia (= 8) | 24. Christian I, principe elettore di Sassonia (= 16)         |                                                   |  |  |       |  |  |                                                  |  |  |                                                |  |
|                                                            | 12. Johann Georg I, principe elettore di Sassonia (= 8) | 24. Christian I, principe elettore di Sassonia (= 16)         |                                                   |  |  |       |  |  |                                                  |  |  |                                                |  |
|                                                            | 12. Johann Georg I, principe elettore di Sassonia (= 8) | 25. Sophie von Brandenburg (= 17)                             |                                                   |  |  |       |  |  |                                                  |  |  |                                                |  |
| 6. Moritz, duca di Sassonia-Zeitz                          | 12. Johann Georg I, principe elettore di Sassonia (= 8) |                                                               |                                                   |  |  |       |  |  |                                                  |  |  |                                                |  |
|                                                            |                                                         | 13. Magdalena Sibylle von Preußen (= 9)                       | 26. Albrecht Friedrich, duca di Prussia (= 18)    |  |  |       |  |  |                                                  |  |  |                                                |  |
|                                                            |                                                         | 13. Magdalena Sibylle von Preußen (= 9)                       | 26. Albrecht Friedrich, duca di Prussia (= 18)    |  |  |       |  |  |                                                  |  |  |                                                |  |
|                                                            |                                                         | 13. Magdalena Sibylle von Preußen (= 9)                       | 27. Marie Eleonore von Jülich-Kleve-Berg (= 19)   |  |  |       |  |  |                                                  |  |  |                                                |  |
| 3. Erdmuth Dorothea von Sachsen-Zeitz                      |                                                         | 13. Magdalena Sibylle von Preußen (= 9)                       |                                                   |  |  |       |  |  |                                                  |  |  |                                                |  |
|                                                            |                                                         | 14. Wilhelm, duca di Sassonia-Weimar                          | 28. Johann III, duca di Sassonia-Weimar-Altenburg |  |  |       |  |  |                                                  |  |  |                                                |  |
|                                                            |                                                         | 14. Wilhelm, duca di Sassonia-Weimar                          | 28. Johann III, duca di Sassonia-Weimar-Altenburg |  |  |       |  |  |                                                  |  |  |                                                |  |
|                                                            |                                                         | 14. Wilhelm, duca di Sassonia-Weimar                          | 29. Dorothea Maria von Anhalt                     |  |  |       |  |  |                                                  |  |  |                                                |  |
| 7. Dorothea Maria von Sachsen-Weimar                       |                                                         | 14. Wilhelm, duca di Sassonia-Weimar                          |                                                   |  |  |       |  |  |                                                  |  |  |                                                |  |
|                                                            |                                                         | 15. Eleonore Dorothea von Anhalt-Dessau                       | 30. Johann Georg I, principe di Anhalt-Dessau     |  |  |       |  |  |                                                  |  |  |                                                |  |
|                                                            |                                                         | 15. Eleonore Dorothea von Anhalt-Dessau                       | 30. Johann Georg I, principe di Anhalt-Dessau     |  |  |       |  |  |                                                  |  |  |                                                |  |
|                                                            |                                                         | 15. Eleonore Dorothea von Anhalt-Dessau                       | 31. Dorothea von Pfalz-Simmern                    |  |  |       |  |  |                                                  |  |  |                                                |  |
|                                                            |                                                         | 15. Eleonore Dorothea von Anhalt-Dessau                       |                                                   |  |  |       |  |  |                                                  |  |  |                                                |  |